# سوني أريكسون إكسبيريا نيو
سوني اريكسون اكسبيرا نيو (بالإنجليزية: Sony Ericsson Xperia neo)‏ هو هاتف ذكي من سوني موبايل كوميونيكيشنز يعمل بنظام أندرويد، تم طرحه في الأسواق في 2011.

## الخصائص
- نظام التشغيل: أندرويد
- الشاشة: إل سي دي
- الوزن: 126 غرام
- المعالج: 1 جيجا هرتز